# Hold My Hand (Lady Gaga)
Hold My Hand è un singolo della cantautrice statunitense Lady Gaga, pubblicato il 3 maggio 2022 come primo estratto dalla colonna sonora del film Top Gun: Maverick.

## Video musicale
Il video, diretto da Joseph Kosinski, è stato pubblicato il 6 maggio 2022.

## Classifiche

### Classifiche settimanali
| Classifica (2022) | Posizione massima |
| ----------------- | ----------------- |
| Argentina         | 72                |
| Australia         | 29                |
| Austria           | 32                |
| Belgio (Fiandre)  | 11                |
| Belgio (Vallonia) | 6                 |
| Canada            | 25                |
| Francia           | 32                |
| Germania          | 72                |
| Irlanda           | 49                |
| Islanda           | 37                |
| Italia            | 57                |
| Nuova Zelanda     | 33                |
| Paesi Bassi       | 76                |
| Regno Unito       | 24                |
| Repubblica Ceca   | 41                |
| Singapore         | 29                |
| Slovacchia        | 68                |
| Stati Uniti       | 49                |
| Sudafrica         | 36                |
| Svezia            | 61                |
| Svizzera          | 5                 |
| Taiwan            | 11                |

### Classifiche di fine anno
| Classifica (2022) | Posizione |
| ----------------- | --------- |
| Belgio (Fiandre)  | 51        |
| Belgio (Vallonia) | 26        |
| Canada            | 75        |
| Francia           | 124       |
| Svizzera          | 40        |